# Municipi de Horsens
El municipi de Horsens és un municipi danès que va ser creat l'1 de gener del 2007 com a part de la Reforma Municipal Danesa, integrant els antics municipis de Brædstrup, Gedved i Horsens. El municipi és situat a l'est de la península de Jutlàndia, a la Regió de Midtjylland i abasta una superfície de 542 km² i forma part de la Regió metropolitana de l'est de Jutlàndia.
La ciutat de Horsens és a la riba del fiord de Horsens, les illes del fiord, Alrø i Hjarnø no formen part del municipi, sinó dels d'Odder i Hedensted respectivament, però l'illa d'Endelave, situada a l'estret de Kattegat, si que en forma part.
Al municipi es troba un dels punts més alts de Dinamarca, el turó de Yding Skovhøj, seria el més alt si es té en compte el túmul funerari de l'edat del bronze construït al seu cim, llavors l'altura seria de 172,54 metres sobre el nivell del mar, en cas contrari seria de 170,77 i seria superat pel turó de Møllehøj, al municipi de Skanderborg.
La ciutat més important i seu administrativa del municipi és Horsens (52.518 habitants el 2009). Altres poblacions del municipi:
- Brædstrup
- Egebjerg
- Gedved
- Grædstrup
- Grumstrup
- Haldrup
- Hatting
- Hovedgård
- Lund
- Nim
- Østbirk
- Sejet
- Sønder Vissing
- Søvind
- Træden
- Tvingstrup
- Vestbirk

## Consell municipal
Resultats de les eleccions del 18 de novembre del 2009:
| Partit                       | vots  | % vots |
| ---------------------------- | ----- | ------ |
| Socialdemokratiet            | 15008 | 38,8   |
| Det Radikale Venstre         | 1008  | 2,6    |
| Det Konservative Folkeparti  | 1968  | 5,1    |
| Socialistisk Folkeparti      | 4491  | 11,6   |
| Liberal Alliance             | 1436  | 3,7    |
| Kristendemokraterne          | 122   | 0,3    |
| Maren Spliid Gruppen         | 146   | 0,4    |
| Nærpolitisk Folkeparti       | 22    | 0,1    |
| Dansk Folkeparti             | 3641  | 9,4    |
| Venstre                      | 10452 | 27,0   |
| Enhedslisten - De Rød-Grønne | 404   | 1,0    |

### Alcaldes
| Alcalde      | Període               | Partit            |
| ------------ | --------------------- | ----------------- |
| Jan Trøjborg | 1-1-2007 a 31-12-2009 | Socialdemokratiet |
|              | 1-1-2010 a ----       |                   |